# Martyn Poliakoff
Martyn Poliakoff CBE, FRS (16 de dezembro de 1947) é um químico britânico.
Trabalha em tópicos de química elementar, assim como no desenvolvimento de processos e materiais ambientalmente aceitáveis. Os principais temas do seu trabalho são fluidos supercríticos, espectroscopia de infravermelho e lasers. Ele é um professor pesquisador em química na Universidade de Nottingham. Além do seu trabalho de pesquisa, o professor Poliakoff é um popular palestrante, faz parte do sítio The Periodic Table of Videos, onde mostra experimentos químicos com elementos da tabela periódica.